# Zhang Weiwei

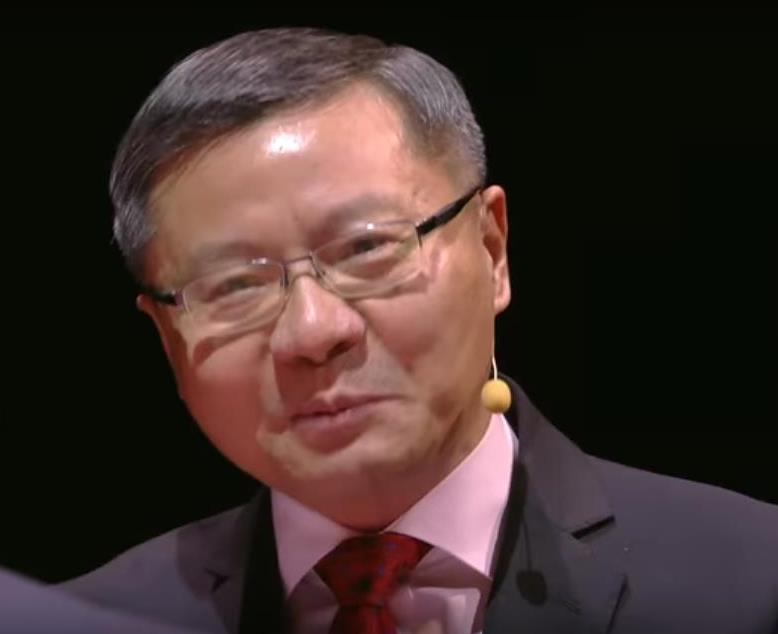
Zhang Weiwei (2017)

Zhang Weiwei (chinesisch 張維為, Pinyin Zhāng Wéiwèi) (* 1957) ist ein chinesischer Politikwissenschaftler. Er ist Professor für internationale Beziehung an der Fudan-Universität.
Zhang arbeitete in den 1980er Jahren als Dolmetscher für Deng Xiaoping und andere Mitglieder der chinesischen Führung. Später verbrachte er viele Jahre in Europa und war unter anderem Fellow am Hochschulinstitut für internationale Studien und Entwicklung der Universität Genf und ein Gastprofessor an der Geneva School of Diplomacy and International Relations.
Zhang hat zahlreiche Arbeiten in Chinesisch und Englisch zu der ökonomischen und politischen Entwicklung und Bedeutung Chinas veröffentlicht. Er selbst sieht sich dabei als ein Befürworter des „chinesischen Modells“ (Beijing Consensus) und betrachtet eine pluralistische Mehrparteiendemokratie als eine für China ungeeignete Regierungsform.
Sein zunächst auf Chinesisch publiziertes Buch The China Wave stand 2011 auf Platz 1 der Buchliste der einflussreichsten neuen Bücher Chinas der Buchmesse in Schanghai und 2013 auf Platz 9 der von der chinesischen Führung veröffentlichten Liste der in ihren Reihen beliebtesten Büchern. Mit der 2012 erschienenen englischen Ausgabe entwickelte sich das Buch auch zu einem internationalen Bestseller.

## Publikationen
- Ideology and Economic Reform under Deng Xiaoping (Kegan Paul, London, 1996)
- Transforming China: Economic Reform and its Political Implications (Macmillan, London and St. Martins, New York, 2000)
- Reshaping Cross-Strait Relations: Ideas and Reflections (CAS, Geneva, 2006)
- Zhongguo Chudong Quanqiu (China Touches the World) (Xinhua Press, Beijing, 2008)
- The China Wave: Rise of a Civilizational State (World Century Publishing Corporation, 2012)
- New Challenges and Perspectives of China: Where is China Going? (Foreign Languages Press, 2012)
- The China Horizon: Glory and Dream of a Civilizational State (World Century Publishing Corporation, 2015)
- 国际视野下的中国道路和中国梦 (dt. Der chinesische Weg und Traum in der internationalen Perspektive, Xuexi Chubanshe, 2015)
- 中国人，你要自信 (dt. China sei zuversichtlich, CITIC, 2017)
- 中国特色社会主义 (dt. Sozialismus mit chinesischen Merkmalen, Shanghai People’s Publishing House, 2020)
- 新百年 新中国 (dt. China in der neuen Zeit, Dongfang Chubanshe, 2021)